# Ultra Reinforcement
Cứu binh vượt thời gian (tiếng Trung: 超时空救兵, Bính âm: Chao Shi Kong Jiu Bing) có tên tiếng Anh chính thức là "Ultra Reinforcement" do diễn viên Lâm Tử Thông làm đạo diễn với sự tham gia của các diễn viên Hoắc Kiến Hoa, Cảnh Điềm, Quách Phẩm Siêu là một bộ phim hài với chủ đề xuyên không.
Bộ phim đã được phát hành tại Trung Quốc vào ngày 24 tháng 1 năm 2012.

## Nội dung chính
Trong phim này, Hoắc Kiến Hoa sẽ vào vai 1 tiểu thuyết gia thất thời tên là Nhị Đản, gặp nhiều vận rủi trong cuộc sống và không được ai đánh giá cao. Trong 1 lần tình cờ đã đi xuyên không gian và thời gian đến triều đại nhà Đường cổ xưa. Số phận đã đưa đẩy anh trở thành cứu tinh và là anh hùng trong mắt người dân ở đây.
Trong thời nhà Đường này, người dân ưa chuộng vẻ đẹp mập mạp, những cô gái đẹp chính là những cô gái mập và cũng chính vì thế, Cảnh Điềm sẽ hóa thân vào vai Linh Chi Quận chúa, một "sửu nữ" (cô gái xấu xí) vì thân hình quá ốm của cô. Tạo hình của cô khá bắt mắt và vui nhộn. Cô cho biết mình rất hứng thú với hình tượng và vai diễn này, cô luôn muốn thử sức trong thể loại phim hài thế này.
Còn Quách Phẩm Siêu thì vào vai thế tử Sử Khả Tiến, phối hợp cùng Hoắc Kiến Hoa tạo nên nhiều tình huống cười ra nước mắt.
Ngoài vai trò đạo diễn, Lâm Tử Thông cũng tham gia diễn xuất trong phim, tự mình hóa thân thành vị thi nhân nổi tiếng nhất Đường triều - Lý Bạch.

## Diễn viên
- Hoắc Kiến Hoa vai Nhị Đản/ Dương Chí Ngang
- Cảnh Điềm vai Linh Chi Quận chúa
- Quách Phẩm Siêu vai Sử Khả Tiến
- Trương Đạt Minh vai Sử Khả Diên
- Lâm Tử Thông vai Lý Bạch/ Lý Nhất Phi

## Thông tin ngoài
Bộ phim được trình chiếu vài ngày 24/1/2012 vào dịp Tết Nguyên Đán.